# Paul Temple und der Fall Valentine
Paul Temple und der Fall Valentine ist ein achtteiliges Hörspiel aus der Paul-Temple-Reihe von Francis Durbridge und das erste einer neuen Serie, die der PIDAX Film- und Hörspielverlag durch HNYWOOD herstellen ließ. Das Hörspiel erschien am 22. April 2022.  Die gesamte Spieldauer beträgt 249:29 Minuten. An Weihnachten 2022 strahlte Bremen Zwei das Hörspiel aus, zudem ist es seit 24. Dezember 2022 als 8-teiliger Podcast in der ARD-Audiothek zu hören.

## Folgentitel
| Folge | Episodentitel                                        | Dauer  |
| ----- | ---------------------------------------------------- | ------ |
| 1     | Episode 1, in der Paul Temple von »Valentine« hört   | 31'16" |
| 2     | Episode 2, in der Steve Captain O’Hara kennenlernt   | 26'19" |
| 3     | Episode 3, in der Sir Gilbert Erklärungen abgibt     | 29'44" |
| 4     | Episode 4, in der Sir Graham überrascht ist          | 29'00" |
| 5     | Episode 5, in der Mr. Layland die Wahrheit sagt      | 33'40" |
| 6     | Episode 6, in der »Valentine« zuschlägt              | 34'06" |
| 7     | Episode 7, in der sich das Netz zuzieht              | 31'29" |
| 8     | Episode 8, in der Paul Temple auf »Valentine« trifft | 33'55" |

## Handlung
1946 häufen sich im Londoner Westend die Selbstmorde junger Frauen. Offenbar gibt es einen Zusammenhang mit Drogengeschäften.

## Produktionsstab
Zum Produktionsstab gehören:
- Übersetzung und Beratung: Georg Pagitz
- Dramaturgie und Dialoge: Andreas Kröneck
- Sounddesign: Antonio Fernandes Lopes, Markus Lange
- Schnitt: Pascal Höpfl
- Titelmusik: Antonio Fernandes Lopes
- Organisation: Christina Lopes
- Artwork: Timo Schröder
- Produzent: Edgar Maurer

## Kritiken
Krimi-Couch.de urteilt: „Valentine ist kein einfaches Remake, der alten Temple-Klassiker. Pidax ist es gelungen, eine Hommage an die Klassiker im zeitgemäßen Gewand eines neuen Jahrhunderts mit hollywoodreifer Musik zu präsentieren. [...] Der Fall ist voll von unerwarteten Wendungen, neuen Ideen und natürlich extrem spannenden Cliffhangern. [...] Die Sprecher füllen ihre Rollen bestens aus und verdienen Respekt.  [...] Fazit: Ein spannender Cosy-Crime nicht nur für Nostalgiker. Handlung geht vor Haltung, Tempo vor Psycho. Alles hochprofessionell erarbeitet. Schön, dass noch mehr Paul-Temple-Hörspiele angekündigt sind.“ (Krimi-couch.de)
Bremen Zwei bewarb den Mehrteiler als „Krimigenuss mit ausgefeilten Dialogen und unterschwelligem Humor“ (Bremen Zwei)
Slam-Zine.de meint: „Natürlich steht nun im Raum, ob es gelingt, den Geist einer Legende Jahrzehnte nach der letzten Veröffentlichung neues Leben einzuhauchen? Die Antwort lautet: Absolut! Tatsächlich sind alle wichtigen Trademarks, die diese Serie ausmachen, bewahrt und in eine frische und überzeugende neue Adaption gegossen worden. Von der ersten Minute an ist zu erkennen, dass hier absolute Profis am Werk sind, die nichts dem Zufall überlassen. Von Beginn an atmet diese Produktion den Spirit der großen Vorbilder. Spritzige Dialoge voller Wortwitz treffen auf Sprecher, die mit Feuereifer bei der Sache sind und einem der größten Detektive neben Sherlock Holmes zu einem grandiosen Comeback verhelfen.“…und der Fall Valentine„bietet alles, was einen guten Paul Temple ausmacht: Eine breit angelegte Story mit vielen unerwarteten Wendungen, falschen Fährten und einer Menge spannender sowie überzeugender Charaktere. Die alles entscheidende Frage bei einer solch prestigeträchtigen Produktion ist natürlich: Wer übernimmt die Rolle von Paul Temple und kann er die Fußstapfen des großen René Deltgen füllen? Auch hier leistet sich Pidax keine Blößen! Matthias Kiel atmet die Rolle des Paul Temple und ist eine grandiose Besetzung. Gleiches lässt sich ohne Einschränkung für die Rolle von Katja Keßler als Steve und Walter von Hauff als Sir Graham Forbes sagen. Wirklich jeder ist hier mit Herzblut engagiert und macht dieses ambitionierte Projekt vom Start weg zu einem Erfolg auf ganzer Linie.“

## Veröffentlichungen
Paul Temple und der Fall Valentine ist bei PIDAX auf CD erschienen (GTIN/EAN 4260696730612). Außerdem ist der Achtteiler bei allen gängigen Streamingplattformen zu hören.
Der gesamte Originaltext von Francis Durbridge ist auch als Buch unter dem Titel Paul Temple und der Fall Valentine bei Williams & Whiting im November 2022 mit erschienen. (ISBN 978-1-912582-93-8).

## Ausstrahlung
Der ARD-Sender Bremen zwei strahlte Paul Temple und der Fall Valentine an Weihnachten 2022 als Dreiteiler aus. Dabei wurden die Folgen 1–4 als Teil 1, die Folgen 5–6 als Teil 2 und die Folgen 7–8 als Teil 3 ausgestrahlt.
| Folge Bremen zwei | Umfasst Originalfolgen | Ausstrahlung                         |
| ----------------- | ---------------------- | ------------------------------------ |
| Episode 1         | Episode 1–4            | Samstag, 24.12.2022, 18.00–20.00 Uhr |
| Episode 2         | Episode 5–6            | Sonntag, 25.12.2022, 19.00–20.00 Uhr |
| Episode 3         | Episode 7–8            | Montag, 26.12.2022, 19.00–20.00 Uhr  |

Zudem ist das Hörspiel in der Originalfassung als Achtteiler ab 24. Dezember als achtteiliger Podcast in der ARD-Audiothek zu hören.

## Auszeichnungen
Das Hörspiel landete bei der von OhrCast durchgeführten Wahl zum „Hörspiel des Jahres 2022“ auf dem 2. Platz.